# Filthy America... It's Beautiful
Filthy America... It's Beautiful è il terzo album del gruppo hip hop statunitense The LOX, pubblicato nel 2016.
| Recensione | Giudizio |
| ---------- | -------- |
| AllMusic   | [ 2 ]    |

## Tracce
1. Omen – 2:39 (musica: Buda and Grandz)
2. Stupid Questions – 2:12
3. What Else You Need to Know – 3:17 (musica: Dayzel the Machine)
4. The Family – 3:46 (musica: V Don)
5. The Agreement (featuring Fetty Wap & Dyce Payne) – 3:58 (musica: Jimmy Dukes, Smiley's People)
6. Move Forward – 3:49 (musica: DJ Premier)
7. Savior (featuring Dyce Payne) – 3:23 (musica: Dayzel the Machine)
8. Don't You Cry – 3:59 (musica: Pav Bundy)
9. Hard Life (featuring Mobb Deep) – 5:01 (musica: Dame Grease)
10. Filthy America – 4:30 (musica: Pete Rock)
11. Bag Allegiance – 0:20
12. Secure the Bag (featuring Gucci Mane & InfaRed) – 4:39 (musica: ITrez)

## Classifiche
| Classifica (2016)         | Posizione massima |
| ------------------------- | ----------------- |
| Stati Uniti               | 42                |
| US Digital Albums         | 8                 |
| US Top Rap Albums         | 5                 |
| US Top R&B/Hip-Hop Albums | 6                 |